# Frohnsdorf
Frohnsdorf là một đô thị thuộc huyện Altenburger Land, trong bang Thüringen, Đức. Đô thị Frohnsdorf có diện tích 4,37 km².